# باغستان (سربیشه)
باغستان یک روستا در ایران است که در بخش مرکزی شهرستان سربیشه واقع شده‌است. باغستان ۸۹ نفر جمعیت دارد.